# Cheers
Cheers là chuỗi mặt hàng thực phẩm - cửa hàng tiện lợi đến từ Singapore.

## Bối cảnh
Cheers du hành vào Việt Nam vào năm 2017.
Là đứa con tinh thần - là sự hợp tác giữa Việt Nam và Singapore, là sự kết hợp liên doanh giữa Liên hiệp Hợp tác xã Thương mại TP.HCM - Saigon Co.op và NTUC Fair Price – Singapore.
Cửa hàng bán những mặt hàng thực phẩm thiết yếu như cơm, sandwich, trái cây, sushi, salad, dầu gội, sữa tắm,...
Cheers vẫn còn mở rộng tại Việt Nam. Sau 36 cửa hàng Tại TP Hồ Chí Minh.